# Cortez Kennedy
Cortez Kennedy (Osceola, 23 agosto 1968 – Orlando, 23 maggio 2017) è stato un giocatore di football americano statunitense che ha giocato nel ruolo di defensive tackle per tutte le undici stagioni della sua carriera coi Seattle Seahawks della National Football League (NFL). Fu introdotto nella Pro Football Hall of Fame nel 2012.

## Carriera professionistica
Dopo avere vinto due campionati NCAA al college con i Miami Hurricanes, Kennedy fu scelto come terzo assoluto nel draft NFL 1990 dai Seattle Seahawks e firmò due giorni prima dell'inizio della stagione. Nel 1991, Cortez ottenne la sua prima convocazione nel Pro Bowl Nel 1992, dopo aver messo a segno 14 sack, ricevette il premio di miglior difensore dell'anno dall'Associated Press malgrado il pessimo record dei Seahawks di 2-14. Fu inserito nella prima formazione ideale della stagione per tre volte e nella seconda per due volte.
Kennedy giocò la sua ultima partita nella stagione 2000. In 167 gare con Seattle, fece registrare 668 tackle, 58 sack e 3 intercetti. Cortez annunciò il suo ritiro nell'agosto 2002 dopo essere stato in panchina per l'intera stagione 2001. Malgrado l'avere ricevuto diverse offerte dalle altre squadre, espresse il desiderio di finire la carriera a Seattle. Kennedy è considerato uno dei migliori giocatori nel ruolo di defensive tackle ad aver mai militato nella NFL. Fu semifinalista per essere indotto nella Pro Football Hall of Fame nel 2008, finalista nel 2009 e 2011, venendo infine introdotto nella classe del 2012.

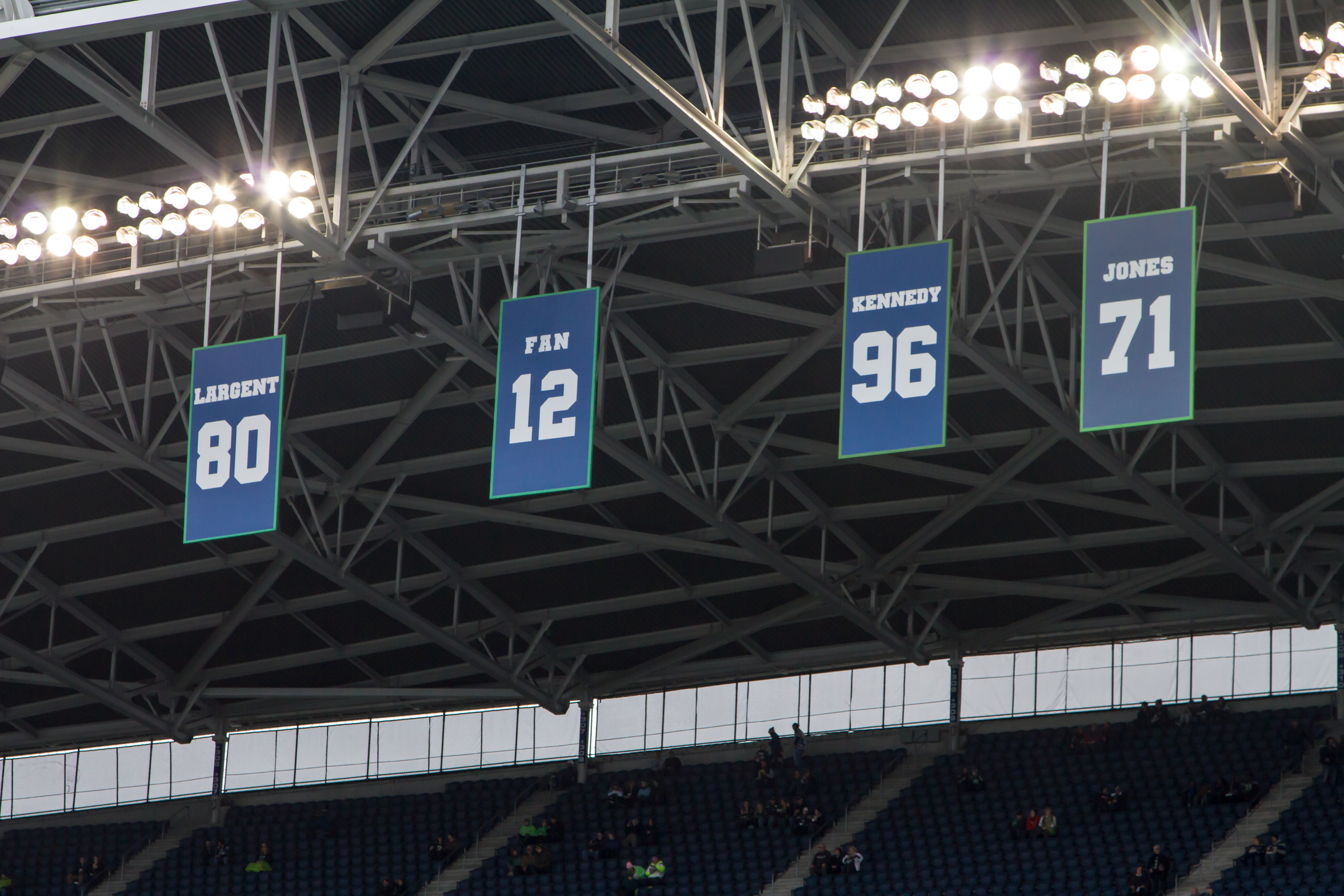
Il numero 96 di Kennedy ritirato al CenturyLink Field.

Nell'intervallo della gara della settimana 6 della stagione 2012 tra Seahawks e New England Patriots, la squadra ritirò il suo numero 96, inoltre il Concilio della Città di Seattle ha dichiarato il 14 ottobre "Cortez Kennedy Day".

## Morte
Kennedy si spense il 23 maggio 2017 a Orlando in Florida, all'età di 48 anni. Secondo la polizia, era solo quando morì.
Nei giorni precedenti alla sua morte, Kennedy era stato ricoverato in ospedale per sintomi quali insufficienza cardiaca, gonfiore alle gambe e vertigini.

## Palmarès
- Miglior difensore dell'anno della NFL: 1

1992
- Convocazioni al Pro Bowl: 8

1991, 1992, 1993, 1994, 1995, 1996, 1998, 1999
- First-team All-Pro: 3

1992, 1993, 1994
- Second-team All-Pro: 2

1991, 1996
- PFWA All-Rookie Team - 1990
- Steve Largent Award - 1996
- Formazione ideale della NFL degli anni 1990
- Seattle Seahawks Ring of Honor
- Formazione ideale del 35º anniversario dei Seahawks
- 50 migliori giocatori del 50º anniversario dei Seahawks
- Pro Football Hall of Fame (classe del 2012)
- Numero 96 ritirato dai Seahawks